# Чжао Синь
Чжао Синь (кит. упр. 趙欣, пиньинь Zhao Xin, род. 31 декабря 1992 года) — китайская конькобежка. Участница зимних Олимпийских игр 2014 года.

## Биография
Чжао Синь родилась в городе Цзилинь, где и начала заниматься конькобежным спортом в 1999 году в любительской спортивной школе. Училась в Институте физического воспитания в Цзилине.
Дебютировала на международной арене в 2009 году на юниорском чемпионате мира в Закопане, где заняла 17-е место на дистанции 500 метров, 25-е место на 1000 метров, 22-е место на 1500, 31-е на 3000 метров и 11-е место в составе сборной Китая в командной гонке преследования. На юниорах выступала до 2011 года и лучшим результатом стало 5-е место в командной гонке преследования.
С сезона 2012/13 стала участвовать на взрослом уровне в Кубке мира и чемпионате Азии, а в марте 2013 года выиграла чемпионат Китая на дистанции 1500 метров и заняла 3-е место в беге на 3000 метров. В январе 2014 года на чемпионате Азии на одиночных дистанциях Чжао Синь завоевала золото на дистанции 1500 метров и вновь стала 3-й на 3000 метров. Через месяц на зимних Олимпийских играх в Сочи заняла 22-е место на дистанции 1500 метров, показав результат 2:00,27 сек.
На своём дебютном чемпионате мира в классическом многоборье в Херенвене она заняла 13-е место. На чемпионате Азии в 2015 году Чжао выиграла дистанцию 3000 метров, заняла 2-е место в беге на 1500 метров и стала 3-й в беге на 5000 метров, а на чемпионате мира в Калгари заняла 15-е место по сумме многоборья. Ещё через год стала 15-й в  в Берлине.
В 2018 году она переключилась на спринт и выступила на чемпионате мира в спринтерском многоборье в Чанчуне, где заняла 11-е место в общем зачёте. В 2019 году в в Херенвене осталась на 19-м месте, а в 2020 году в в Хамаре поднялась на 13-е место. 
В том же году на чемпионате мира на отдельных дистанциях в Солт-Лейк-Сити в составе китайской команды заняла 4-е место в командном спринте. Тогда же в марте она завершила Кубок мира на дистанции 1000 метров на 12-м месте. 

## Награды
- 2011 год - названа Элитной спортсменкой национального класса Главным управлением спорта Китая.
- 2014 год - названа Элитной спортсменкой международного класса Главным управлением спорта Китая.